# Stortjärnen (Tännäs socken, Härjedalen, 693272-133636)
Stortjärnen är en sjö i Härjedalens kommun i Härjedalen och ingår i Ljusnans huvudavrinningsområde. Sjön har en area på 0,09 kvadratkilometer och ligger 706,5 meter över havet.

## Delavrinningsområde
Stortjärnen ingår i det delavrinningsområde (693230-133576) som SMHI kallar för Mynnar i Tännån. Medelhöjden är 720 meter över havet och ytan är 6,69 kvadratkilometer. Det finns ett avrinningsområde uppströms, och räknas det in blir den ackumulerade arean 7,5 kvadratkilometer. Vattendraget som avvattnar avrinningsområdet har biflödesordning 3, vilket innebär att vattnet flödar genom totalt 3 vattendrag innan det når havet efter 380 kilometer. Avrinningsområdet består mestadels av skog (84 procent). Avrinningsområdet har 0,09 kvadratkilometer vattenytor vilket ger det en sjöprocent på 1,4 procent.